# 短小指屈筋
短小指屈筋（たんしょうしくっきん、Flexor digiti minimi brevis muscle）は人間の上肢の筋肉で小指MP関節の屈曲を行う。
有鉤骨鉤、屈筋支帯から起こり、小指基節骨底尺側、種子骨で停止する。